# Râul Telciu
Râul Telciu este un curs de apă, afluent al râului Zagon. 